# 马毓义
马毓义（1942年—），男，回族，广西桂林人，中国燃烧专家，曾任华中工学院动力系主任、教授、博士生导师，华中工学院副院长。